# Памушис
Паму́шис (лит. Pamūšis) — деревня в Пакруойском районе (лит. Pakruojo rajonas) Шяуляйского уезда Литвы. Административно входит в состав Пашвитинского староства.
Изначально на месте современного Памушиса находилось поместье, в котором, согласно официальной версии (по другим данным, в Риге, где его дед был бургомистром), в 1761 году родился российский полководец, герой Отечественной войны 1812 года князь М. Б. Барклай-де-Толли.
В советское время действовал колхоз. До 2010 года в Памушисе действовала школа.